# 马别河
马别河，位于中国贵州省南部，是西江南盘江段左岸支流，又名清水河，汉代称桥水，明代称深溪河。河流全长142公里，流域面积2842平方公里，比降9.7‰。

## 干流概况
马别河源头称鲁沟河，发源于贵州省六盘水市盘县东南老厂镇西南部，东北流至普安县地瓜镇南部的哑巴山左纳歹苏河后改称平塘河，并转南流。平塘河南流过普安县罗汉乡以南的黄家桥后右纳猪场河后，又改称隔界河、楼下河。楼下河（隔界河）沿盘县和普安县边界南流至普安县楼下镇左纳红沿河后改称马岭大河，继而沿兴义市和普安县、兴仁县边界南流进入兴义市境内，经兴义市马岭镇和马岭河峡谷，最后沿着兴义市与安龙县边界入天生桥一级水库（万峰湖）。全长142公里。

## 流域概况
马别河流域面积2842平方公里，地跨贵州省盘县、普安、兴仁、兴义、安龙5个县（市）。东南与南盘江，东北与北盘江，西与黄泥河分水。流域地处云贵高原向广西丘陵过渡的斜坡地带，地势西北高东岸低，属高原岩溶地区，山高坡陡，河谷下切较深，相对高差大。
流域内年平均气温14～19摄氏度，平均年降水量1340毫米。年径流量16.5亿立方米，年均含沙量0.98千克每立方米。水力资源理论蕴藏量310.2兆瓦，技术可开发量177.1兆瓦。流域内已建有木浪河、兴西湖和围山湖3座中型水库和多个水电站。